# Sedenhorstia
Genre
Sedenhorstia est un genre éteint de poissons à nageoires rayonnées de l’ordre des Elopiformes. Il a vécu du Cénomanien au Campanien. Ses restes fossiles ont été mis au jour en Europe et au Moyen-Orient. Son espèce type est Sedenhorstia granulata.

## Liste des espèces
- Sedenhorstia dayi †
- Sedenhorstia granulata † - espèce type
- Sedenhorstia libanica †
- Sedenhorstia orientalis †